# 松本佐久連絡道路
松本佐久連絡道路（まつもとさくれんらくどうろ）は、長野県の松本地域と佐久地域を結ぶ、計画延長約60kmの地域高規格道路としての指定を目指している道路である。
両末端である松本市や佐久市などの交通整備計画などに盛り込まれているが、候補路線としてまだ指定されておらず、地元の期成同盟会が現在、国土交通省、長野県に早期整備の陳情を行っている。
本構想が実現すれば、現在事業中の中部横断自動車道と中部縦貫自動車道を短絡する道路となる。その他に、北陸新幹線駅である佐久平駅と長野県唯一の空港である信州まつもと空港を連絡する役割などが期待されている。
上述の期成同盟会の役員として、佐久市長・立科町長・長和町長・上田市長・安曇野市長・青木村長・麻績村長・生坂村長・筑北村長が就任しており、本道路はこれらの自治体を経由する構想と考えられる。